# Plouzévédé
 Plouzévédé  (en bretón Gwitevede) es una población y comuna francesa, situada en la región de Bretaña, departamento de Finisterre, en el distrito de Morlaix y cantón de Plouzévédé.

## Demografía
| 1572 | 1570 | 1543 | 1461 | 1416 | 1353 |
| Para los censos de 1962 a 1999 la población legal corresponde a la población sin duplicidades (Fuente: INSEE [Consultar]) |      |      |      |      |      |